# Protmesibasis obscura
Protmesibasis obscura är en insektsart som beskrevs av Bo Tjeder 1992. Protmesibasis obscura ingår i släktet Protmesibasis och familjen fjärilsländor. Inga underarter finns listade i Catalogue of Life.